# Ronnie Tober
Ronald Edwin Tober, detto Ronnie (Bussum, 21 aprile 1945), è un cantante olandese.
Ha partecipato all'Eurovision Song Contest 1968 con il brano Morgen, in rappresentanza dei Paesi Bassi, classificandosi tuttavia al sedicesimo e ultimo posto.